# Adele Live 2016
L'Adele Live 2016, noto come Adele Live 2017 per gli spettacoli del 2017, è stato il terzo tour musicale della cantautrice britannica Adele, a supporto del suo terzo album in studio 25 (2015).
Il tour ha avuto inizio a Belfast il 29 febbraio 2016 e sarebbe dovuto terminare a Londra il 2 luglio 2017. Tuttavia, la cantante ha dovuto cancellare le ultime esibizioni su consiglio medico, a causa di lesioni alle corde vocali.

## Antefatti

Una panoramica dell'ANZ Stadium di Sydney durante il concerto di Adele

Le tappe del tour sono state annunciate nel novembre 2015 dalla stessa cantante attraverso la rete sociale. La vendita dei biglietti è partita il 4 dicembre 2015 e i tagliandi sono andati esauriti quasi istantaneamente. La data di Glasgow vendette i 13 000 biglietti disponibili in meno di due minuti. A causa della forte richiesta, la cantante e il suo staff si sono visti costretti ad aggiungere diverse date supplementari nelle stesse città proposte all'inizio. Il 14 dicembre 2015 Adele ha annunciato gli show nordamericani del tour; anch'essi hanno riscontrato un buon successo commerciale.
Per i vari show sono stati utilizzati due grandi palchi: il primo è formato da un grande blocco centrale, due passerelle ai lati e un maxi schermo, il secondo invece è formato da un blocco circolare da cui si diramano varie passerelle che si uniscono ad un'altra passerella circolare che avvolge l'intero palco. È inoltre sormontato da un gigantesco cilindro - schermo dal quale, alla fine dello show, vengono sparati in aria dei fuochi d'artificio.
Per problemi alle corde vocali, Adele ha cancellato le ultime due date al Wembley Stadium di Londra previste per il 1° e 2 luglio 2017, facendo sì che il tour si sia concluso il 29 giugno.

## Scaletta

### 2016
1. Hello
2. Hometown Glory
3. One and Only
4. Rumour Has It
5. Water Under the Bridge
6. I Miss You (spesso non cantata in Nord America)
7. Skyfall
8. Million Years Ago
9. Don't You Remember
10. Send My Love (to Your New Lover)
11. Make You Feel My Love
12. Sweetest Devotion
13. Chasing Pavements
14. Someone like You
15. Set Fire to the Rain

Encore
1. All I Ask (cantata solo negli show europei)
2. When We Were Young
3. Rolling in the Deep

### 2017
1. Hello
2. Hometown Glory
3. One and Only
4. I'll Be Waiting
5. Rumour Has It
6. Water Under the Bridge
7. I Miss You
8. Skyfall
9. Don't You Remember
10. Make You Feel My Love
11. Send My Love (to Your New Lover)
12. Sweetest Devotion
13. Chasing Pavements
14. Take It All
15. Set Fire to the Rain

Encore
1. When We Were Young
2. Rolling in the Deep
3. Someone like You

## Date
| Data              | Città             | Stato         | Luogo                      | Biglietti (venduti / disponibili) | Incasso      |
| Europa            | Europa            | Europa        | Europa                     | Europa                            | Europa       |
| ----------------- | ----------------- | ------------- | -------------------------- | --------------------------------- | ------------ |
| 29 febbraio 2016  | Belfast           | Regno Unito   | The SSE Arena Belfast      | 21.593 / 21.593                   | $2.326.160   |
| 1º marzo 2016     | Belfast           | Regno Unito   | The SSE Arena Belfast      | 21.593 / 21.593                   | $2.326.160   |
| 4 marzo 2016      | Dublino           | Irlanda       | 3Arena                     | 25.290 / 25.290                   | $2.617.060   |
| 5 marzo 2016      | Dublino           | Irlanda       | 3Arena                     | 25.290 / 25.290                   | $2.617.060   |
| 7 marzo 2016      | Manchester        | Regno Unito   | Manchester Arena           | 63.209 / 63.209                   | $7.243.160   |
| 8 marzo 2016      | Manchester        | Regno Unito   | Manchester Arena           | 63.209 / 63.209                   | $7.243.160   |
| 10 marzo 2016     | Manchester        | Regno Unito   | Manchester Arena           | 63.209 / 63.209                   | $7.243.160   |
| 11 marzo 2016     | Manchester        | Regno Unito   | Manchester Arena           | 63.209 / 63.209                   | $7.243.160   |
| 15 marzo 2016     | Londra            | Regno Unito   | The O2 Arena               | 126.043 / 126.043                 | $14.759.300  |
| 16 marzo 2016     | Londra            | Regno Unito   | The O2 Arena               | 126.043 / 126.043                 | $14.759.300  |
| 18 marzo 2016     | Londra            | Regno Unito   | The O2 Arena               | 126.043 / 126.043                 | $14.759.300  |
| 19 marzo 2016     | Londra            | Regno Unito   | The O2 Arena               | 126.043 / 126.043                 | $14.759.300  |
| 21 marzo 2016     | Londra            | Regno Unito   | The O2 Arena               | 126.043 / 126.043                 | $14.759.300  |
| 22 marzo 2016     | Londra            | Regno Unito   | The O2 Arena               | 126.043 / 126.043                 | $14.759.300  |
| 25 marzo 2016     | Glasgow           | Regno Unito   | The SSE Hydro              | 22.292 / 22.292                   | $2.410.390   |
| 26 marzo 2016     | Glasgow           | Regno Unito   | The SSE Hydro              | 22.292 / 22.292                   | $2.410.390   |
| 29 marzo 2016     | Birmingham        | Regno Unito   | Genting Arena              | 52.562 / 52.562                   | $6.426.580   |
| 30 marzo 2016     | Birmingham        | Regno Unito   | Genting Arena              | 52.562 / 52.562                   | $6.426.580   |
| 1º aprile 2016    | Birmingham        | Regno Unito   | Genting Arena              | 52.562 / 52.562                   | $6.426.580   |
| 2 aprile 2016     | Birmingham        | Regno Unito   | Genting Arena              | 52.562 / 52.562                   | $6.426.580   |
| 4 aprile 2016     | Londra            | Regno Unito   | The O2 Arena               | [ 9 ]                             | [ 9 ]        |
| 5 aprile 2016     | Londra            | Regno Unito   | The O2 Arena               | [ 9 ]                             | [ 9 ]        |
| 29 aprile 2016    | Stoccolma         | Svezia        | Tele2 Arena                | 30.772 / 30.772                   | $2.406.130   |
| 1º maggio 2016    | Bærum             | Norvegia      | Telenor Arena              | 21.005 / 21.005                   | $1.785.430   |
| 3 maggio 2016     | Copenaghen        | Danimarca     | Forum Copenhagen           | 9.907 / 9.907                     | $1.146.490   |
| 4 maggio 2016     | Herning           | Danimarca     | Jyske Bank Boxen           | 12.123 / 12.123                   | $1.430.260   |
| 7 maggio 2016     | Berlino           | Germania      | Mercedes-Benz Arena        | 23.798 / 23.798                   | $2.319.340   |
| 8 maggio 2016     | Berlino           | Germania      | Mercedes-Benz Arena        | 23.798 / 23.798                   | $2.319.340   |
| 10 maggio 2016    | Amburgo           | Germania      | Barclaycard Arena          | 23.267 / 23.267                   | $2.343.370   |
| 11 maggio 2016    | Amburgo           | Germania      | Barclaycard Arena          | 23.267 / 23.267                   | $2.343.370   |
| 14 maggio 2016    | Colonia           | Germania      | Lanxess Arena              | 29.119 / 29.119                   | $2.734.650   |
| 15 maggio 2016    | Colonia           | Germania      | Lanxess Arena              | 29.119 / 29.119                   | $2.734.650   |
| 17 maggio 2016    | Zurigo            | Svizzera      | Hallenstadion              | 26.480 / 26.480                   | $2.730.090   |
| 18 maggio 2016    | Zurigo            | Svizzera      | Hallenstadion              | 26.480 / 26.480                   | $2.730.090   |
| 21 maggio 2016    | Lisbona           | Portogallo    | MEO Arena                  | 36.081 / 36.081                   | $2.692.990   |
| 22 maggio 2016    | Lisbona           | Portogallo    | MEO Arena                  | 36.081 / 36.081                   | $2.692.990   |
| 24 maggio 2016    | Barcellona        | Spagna        | Palau Sant Jordi           | 31.075 / 31.075                   | $2.858.760   |
| 25 maggio 2016    | Barcellona        | Spagna        | Palau Sant Jordi           | 31.075 / 31.075                   | $2.858.760   |
| 28 maggio 2016    | Verona            | Italia        | Arena di Verona            | 25.512 / 25.512                   | $2.008.990   |
| 29 maggio 2016    | Verona            | Italia        | Arena di Verona            | 25.512 / 25.512                   | $2.008.990   |
| 1º giugno 2016    | Amsterdam         | Paesi Bassi   | Ziggo Dome                 | 51.777 / 51.777                   | $4.810.120   |
| 3 giugno 2016     | Amsterdam         | Paesi Bassi   | Ziggo Dome                 | 51.777 / 51.777                   | $4.810.120   |
| 4 giugno 2016     | Amsterdam         | Paesi Bassi   | Ziggo Dome                 | 51.777 / 51.777                   | $4.810.120   |
| 6 giugno 2016     | Amsterdam         | Paesi Bassi   | Ziggo Dome                 | 51.777 / 51.777                   | $4.810.120   |
| 9 giugno 2016     | Parigi            | Francia       | AccorHotels Arena          | 26.113 / 26.113                   | $2.798.970   |
| 10 giugno 2016    | Parigi            | Francia       | AccorHotels Arena          | 26.113 / 26.113                   | $2.798.970   |
| 12 giugno 2016    | Anversa           | Belgio        | Sportpaleis                | 52.130 / 52.130                   | $5.713.100   |
| 13 giugno 2016    | Anversa           | Belgio        | Sportpaleis                | 52.130 / 52.130                   | $5.713.100   |
| 15 giugno 2016    | Anversa           | Belgio        | Sportpaleis                | 52.130 / 52.130                   | $5.713.100   |
| 25 giugno 2016    | Pilton            | Regno Unito   | Worthy Farm                | N.D.                              | N.D.         |
| Nord America      |                   |               |                            |                                   |              |
| 5 luglio 2016     | Saint Paul        | Stati Uniti   | Xcel Energy Center         | 30.685 / 30.685                   | $3.376.247   |
| 6 luglio 2016     | Saint Paul        | Stati Uniti   | Xcel Energy Center         | 30.685 / 30.685                   | $3.376.247   |
| 10 luglio 2016    | Chicago           | Stati Uniti   | United Center              | 45.635 / 45.635                   | $5.074.208   |
| 11 luglio 2016    | Chicago           | Stati Uniti   | United Center              | 45.635 / 45.635                   | $5.074.208   |
| 13 luglio 2016    | Chicago           | Stati Uniti   | United Center              | 45.635 / 45.635                   | $5.074.208   |
| 16 luglio 2016    | Denver            | Stati Uniti   | Pepsi Center               | 27.313 / 27.313                   | $2.999.334   |
| 17 luglio 2016    | Denver            | Stati Uniti   | Pepsi Center               | 27.313 / 27.313                   | $2.999.334   |
| 20 luglio 2016    | Vancouver         | Canada        | Rogers Arena               | 28.959 / 28.959                   | $3.238.209   |
| 21 luglio 2016    | Vancouver         | Canada        | Rogers Arena               | 28.959 / 28.959                   | $3.238.209   |
| 25 luglio 2016    | Seattle           | Stati Uniti   | KeyArena                   | 25.003 / 25.003                   | $2.890.817   |
| 26 luglio 2016    | Seattle           | Stati Uniti   | KeyArena                   | 25.003 / 25.003                   | $2.890.817   |
| 30 luglio 2016    | San Jose          | Stati Uniti   | SAP Center                 | 28.002 / 28.002                   | $3.224.583   |
| 31 luglio 2016    | San Jose          | Stati Uniti   | SAP Center                 | 28.002 / 28.002                   | $3.224.583   |
| 2 agosto 2016     | Oakland           | Stati Uniti   | Oracle Arena               | 14.577 / 14.577                   | $1.722.672   |
| 5 agosto 2016     | Los Angeles       | Stati Uniti   | Staples Center             | 118.149 / 118.149                 | $13.821.741  |
| 6 agosto 2016     | Los Angeles       | Stati Uniti   | Staples Center             | 118.149 / 118.149                 | $13.821.741  |
| 9 agosto 2016     | Los Angeles       | Stati Uniti   | Staples Center             | 118.149 / 118.149                 | $13.821.741  |
| 10 agosto 2016    | Los Angeles       | Stati Uniti   | Staples Center             | 118.149 / 118.149                 | $13.821.741  |
| 12 agosto 2016    | Los Angeles       | Stati Uniti   | Staples Center             | 118.149 / 118.149                 | $13.821.741  |
| 13 agosto 2016    | Los Angeles       | Stati Uniti   | Staples Center             | 118.149 / 118.149                 | $13.821.741  |
| 16 agosto 2016    | Phoenix           | Stati Uniti   | Talking Stick Resort Arena | 28.320 / 28.320                   | $3.018.838   |
| 20 agosto 2016    | Los Angeles       | Stati Uniti   | Staples Center             | [ 11 ]                            | [ 11 ]       |
| 21 agosto 2016    | Los Angeles       | Stati Uniti   | Staples Center             | [ 11 ]                            | [ 11 ]       |
| 6 settembre 2016  | Auburn Hills      | Stati Uniti   | The Palace of Auburn Hills | 28.812 / 28.812                   | $3.007.199   |
| 7 settembre 2016  | Auburn Hills      | Stati Uniti   | The Palace of Auburn Hills | 28.812 / 28.812                   | $3.007.199   |
| 9 settembre 2016  | Filadelfia        | Stati Uniti   | Wells Fargo Center         | 31.251 / 31.251                   | $3.698.133   |
| 10 settembre 2016 | Filadelfia        | Stati Uniti   | Wells Fargo Center         | 31.251 / 31.251                   | $3.698.133   |
| 14 settembre 2016 | Boston            | Stati Uniti   | TD Garden                  | 27.183 / 27.183                   | $3.002.975   |
| 15 settembre 2016 | Boston            | Stati Uniti   | TD Garden                  | 27.183 / 27.183                   | $3.002.975   |
| 19 settembre 2016 | New York          | Stati Uniti   | Madison Square Garden      | 86.652 / 86.652                   | $9.829.597   |
| 20 settembre 2016 | New York          | Stati Uniti   | Madison Square Garden      | 86.652 / 86.652                   | $9.829.597   |
| 22 settembre 2016 | New York          | Stati Uniti   | Madison Square Garden      | 86.652 / 86.652                   | $9.829.597   |
| 23 settembre 2016 | New York          | Stati Uniti   | Madison Square Garden      | 86.652 / 86.652                   | $9.829.597   |
| 25 settembre 2016 | New York          | Stati Uniti   | Madison Square Garden      | 86.652 / 86.652                   | $9.829.597   |
| 26 settembre 2016 | New York          | Stati Uniti   | Madison Square Garden      | 86.652 / 86.652                   | $9.829.597   |
| 30 settembre 2016 | Montréal          | Canada        | Centre Bell                | 32.155 / 32.155                   | $3.370.793   |
| 1º ottobre 2016   | Montréal          | Canada        | Centre Bell                | 32.155 / 32.155                   | $3.370.793   |
| 3 ottobre 2016    | Toronto           | Canada        | Air Canada Centre          | 62.653 / 62.653                   | $6.749.131   |
| 4 ottobre 2016    | Toronto           | Canada        | Air Canada Centre          | 62.653 / 62.653                   | $6.749.131   |
| 6 ottobre 2016    | Toronto           | Canada        | Air Canada Centre          | 62.653 / 62.653                   | $6.749.131   |
| 7 ottobre 2016    | Toronto           | Canada        | Air Canada Centre          | 62.653 / 62.653                   | $6.749.131   |
| 10 ottobre 2016   | Washington        | Stati Uniti   | Verizon Center             | 29.043 / 29.043                   | $3.279.706   |
| 11 ottobre 2016   | Washington        | Stati Uniti   | Verizon Center             | 29.043 / 29.043                   | $3.279.706   |
| 15 ottobre 2016   | Nashville         | Stati Uniti   | Bridgestone Arena          | 26.434 / 26.434                   | $2.828.954   |
| 16 ottobre 2016   | Nashville         | Stati Uniti   | Bridgestone Arena          | 26.434 / 26.434                   | $2.828.954   |
| 25 ottobre 2016   | Miami             | Stati Uniti   | American Airlines Arena    | 27.906 / 27.906                   | $3.199.011   |
| 26 ottobre 2016   | Miami             | Stati Uniti   | American Airlines Arena    | 27.906 / 27.906                   | $3.199.011   |
| 28 ottobre 2016   | Atlanta           | Stati Uniti   | Philips Arena              | 26.507 / 26.507                   | $2.924.777   |
| 29 ottobre 2016   | Atlanta           | Stati Uniti   | Philips Arena              | 26.507 / 26.507                   | $2.924.777   |
| 1º novembre 2016  | Dallas            | Stati Uniti   | American Airlines Center   | 27.823 / 27.823                   | $3.143.958   |
| 2 novembre 2016   | Dallas            | Stati Uniti   | American Airlines Center   | 27.823 / 27.823                   | $3.143.958   |
| 4 novembre 2016   | Austin            | Stati Uniti   | Frank Erwin Center         | 25.267 / 25.267                   | $2.725.292   |
| 5 novembre 2016   | Austin            | Stati Uniti   | Frank Erwin Center         | 25.267 / 25.267                   | $2.725.292   |
| 8 novembre 2016   | Houston           | Stati Uniti   | Toyota Center              | 25.577 / 25.577                   | $3.032.246   |
| 9 novembre 2016   | Houston           | Stati Uniti   | Toyota Center              | 25.577 / 25.577                   | $3.032.246   |
| 14 novembre 2016  | Città del Messico | Messico       | Palacio de los Deportes    | 34.585 / 34.585                   | $3.259.064   |
| 15 novembre 2016  | Città del Messico | Messico       | Palacio de los Deportes    | 34.585 / 34.585                   | $3.259.064   |
| 21 novembre 2016  | Phoenix           | Stati Uniti   | Talking Stick Resort Arena | [ 13 ]                            | [ 13 ]       |
| Oceania           |                   |               |                            |                                   |              |
| 28 febbraio 2017  | Perth             | Australia     | Domain Stadium             | 65.000 / 65.000                   | $91.336.180  |
| 4 marzo 2017      | Brisbane          | Australia     | Brisbane Cricket Ground    | 120.000 / 120.000                 | $91.336.180  |
| 5 marzo 2017      | Brisbane          | Australia     | Brisbane Cricket Ground    | 120.000 / 120.000                 | $91.336.180  |
| 10 marzo 2017     | Sydney            | Australia     | ANZ Stadium                | 194.834 / 194.834                 | $91.336.180  |
| 11 marzo 2017     | Sydney            | Australia     | ANZ Stadium                | 194.834 / 194.834                 | $91.336.180  |
| 13 marzo 2017     | Adelaide          | Australia     | Adelaide Oval              | 70.000 / 70.000                   | $91.336.180  |
| 18 marzo 2017     | Melbourne         | Australia     | Etihad Stadium             | 152.300 / 152.300                 | $91.336.180  |
| 19 marzo 2017     | Melbourne         | Australia     | Etihad Stadium             | 152.300 / 152.300                 | $91.336.180  |
| 23 marzo 2017     | Auckland          | Nuova Zelanda | Mount Smart Stadium        | 130.000 / 130.000                 | $91.336.180  |
| 25 marzo 2017     | Auckland          | Nuova Zelanda | Mount Smart Stadium        | 130.000 / 130.000                 | $91.336.180  |
| 26 marzo 2017     | Auckland          | Nuova Zelanda | Mount Smart Stadium        | 130.000 / 130.000                 | $91.336.180  |
| Europa            |                   |               |                            |                                   |              |
| 28 giugno 2017    | Londra            | Regno Unito   | Stadio di Wembley          | 195.000 / 195.000                 | $20.572.500  |
| 29 giugno 2017    | Londra            | Regno Unito   | Stadio di Wembley          | 195.000 / 195.000                 | $20.572.500  |
| Totale            | Totale            | Totale        | Totale                     | 2.480.137 / 2.480.137 (100%)      | $278.442.753 |

### Cancellazioni
| Data           | Città  | Stato       | Luogo             | Causa                                  |
| Europa         | Europa | Europa      | Europa            | Europa                                 |
| -------------- | ------ | ----------- | ----------------- | -------------------------------------- |
| 1º luglio 2017 | Londra | Regno Unito | Stadio di Wembley | Danno alle corde vocali della cantante |
| 2 luglio 2017  | Londra | Regno Unito | Stadio di Wembley | Danno alle corde vocali della cantante |